# Лі Кван Ву
Лі Кван Ву (кор. 李官雨, нар. 25 лютого 1978, Сеул) — південнокорейський футболіст, що грав на позиції півзахисника.
Виступав за клуби «Теджон Сітізен» та «Сувон Самсунг Блювінгз», а також національну збірну Південної Кореї.

## Клубна кар'єра
Грав у футбол за команду Університету Ханьяна у 1996—1999 роках/
На дорослому рівні дебютував 2000 року у клубі «Теджон Сітізен». Відіграв за теджонську команду наступні шість з половиною сезонів своєї ігрової кар'єри. Більшість часу, проведеного у складі «Теджон Сітізен», був основним гравцем команди і у 2001 році виграв з нею Кубок Південної Кореї.

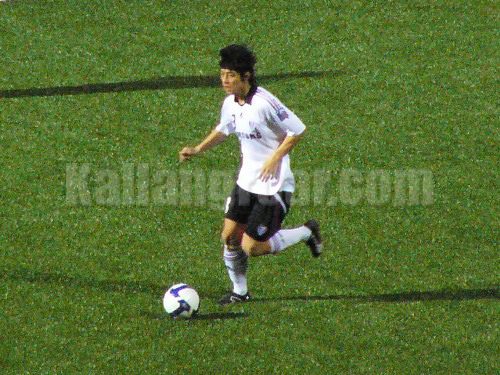
Лі Кван Ву у 2009 році.

У липні 2006 року перейшов до клубу «Сувон Самсунг Блювінгз» , за який відіграв 4 з половиною сезони і виграв національний чемпіонат та ще два Кубка Південної Кореї. Завершив професійну кар'єру футболіста виступами за команду «Сувон Самсунг Блювінгз» у 2010 році. Тим не менш згодом Лі відновив кар'єру і пограв у Сингапурі за «Хоум Юнайтед».

## Виступи за збірні
Протягом 1996—2000 років залучався до складу молодіжної збірної Південної Кореї, разом з якою брав участь у домашньому молодіжному чемпіонаті Азії 1996 року, здобувши золоті нагороди турніру та право зіграти на молодіжному чемпіонаті світу 1997 року в Малайзії. Там Лі забив гол у матчі проти Бразилії, але його збірна програла 3:10 і не вийшла з групи. Всього на молодіжному рівні зіграв у 34 офіційних матчах, забив 11 голів.
23 січня 2000 року дебютував в офіційних іграх у складі національної збірної Південної Кореї в товариському матчі проти Нової Зеландії. Разом з нею був учасником розіграшу Золотого кубка КОНКАКАФ 2000 року у США. Протягом кар'єри у національній команді, яка тривала 9 років, провів у її формі 13 матчів, забивши 1 гол.

## Досягнення
- Чемпіон Південної Кореї (1):

«Сувон Самсунг Блювінгз»: 2008
- Володар Кубка Південної Кореї (3):

«Теджон Сітізен»: 2001
«Сувон Самсунг Блювінгз»: 2009, 2010
- Володар Суперкубка Південної Кореї (1):

«Теджон Сітізен»: 2002
- Володар Кубка Сінгапуру (1):

«Хоум Юнайтед»: 2013
Збірні
- Переможець Юнацького (U-19) кубка Азії: 1996
- Переможець Кубка Східної Азії: 2003, 2008

### Індивідуальні
- У символічній збірній чемпіонату Південної Кореї (K League Best XI): 2003, 2006, 2007